# Alexandre-Amable de Roquefeuil
Pour les autres membres de la famille, voir Famille de Roquefeuil Blanquefort.
Alexandre-Amable, vicomte de Roquefeuil, né le 20 février 1757 à Versailles et mort le 22 août 1785 en rade de Dunkerque, est un officier de marine français issu d'une ancienne famille noble du Rouergue.
Il est lieutenant de vaisseau de la Marine royale et s'illustre pendant la bataille de la Surveillante.

## Biographie

### Origine et famille
Alexandre-Amable est issu de la famille de Roquefeuil Blanquefort, une ancienne famille du Rouergue, d'extraction chevaleresque dont la filiation prouvée remonte à 1352.
Il est le fils du chef d'escadre René-Aymar de Roquefeuil, chevalier de l'ordre de Saint-Louis, ayant eu le commandement de la division vice-amirale à Brest. Son père est également chevalier d’honneur et écuyer de S.A.S la princesse Bathilde d'Orléans, duchesse de Bourbon.
Il est aussi le petit-fils de Jacques-Aymar de Roquefeuil, lieutenant général des armées navales à qui le Roi avait promis le bâton de Maréchal de France.

### Carrière
Alexandre-Amable entre tôt dans la Marine royale. Il s'y illustre rapidement et prend part aux combats avant 21 ans.

#### Combat de la Belle Poule

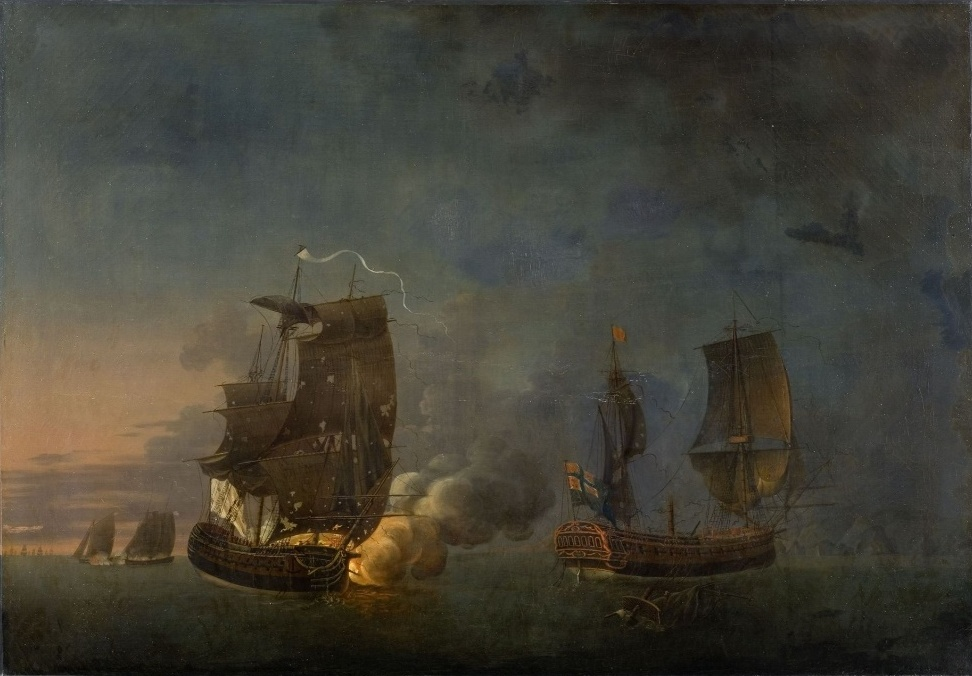
Combat de la Belle Poule et de l'Arethusa (1778).

Le 17 juin 1778, il se distingue lors du combat de la Belle Poule. Sous les ordres du commandement de La Clocheterie, il engage la frégate britannique HMS Arethusa de 32 canons et la puissante flotte anglaise de la Manche qui était sous le commandement de l'amiral Keppel.
La flotte française est alors composée de la frégate Belle Poule (26 canons), de la frégate La Licorne (74 canons), de la corvette l'Hirondelle (16 canons de 6 livres) et du lougre le Coureur (8 canons).
Durant les cinq heures de combat, 30 français sont tués et une centaine blessés, mais l’Arethusa perd un mât et doit s'échapper sous la protection de la flotte britannique.
Cette bataille est la première entre les forces françaises et britanniques pendant la guerre d'indépendance des États-Unis. Son retentissement à Versailles et à Paris est extraordinaire et ce combat est célébré comme une victoire éclatante. Il inspirera la mode et les femmes de la haute-société porteront un temps une coiffure en forme de bateau, dite « à la Belle Poule ». Alexandre-Amable est fait chevalier de Saint-Louisà l'âge de 21 ans ce qui est exceptionnel.

#### Combat de la Surveillante

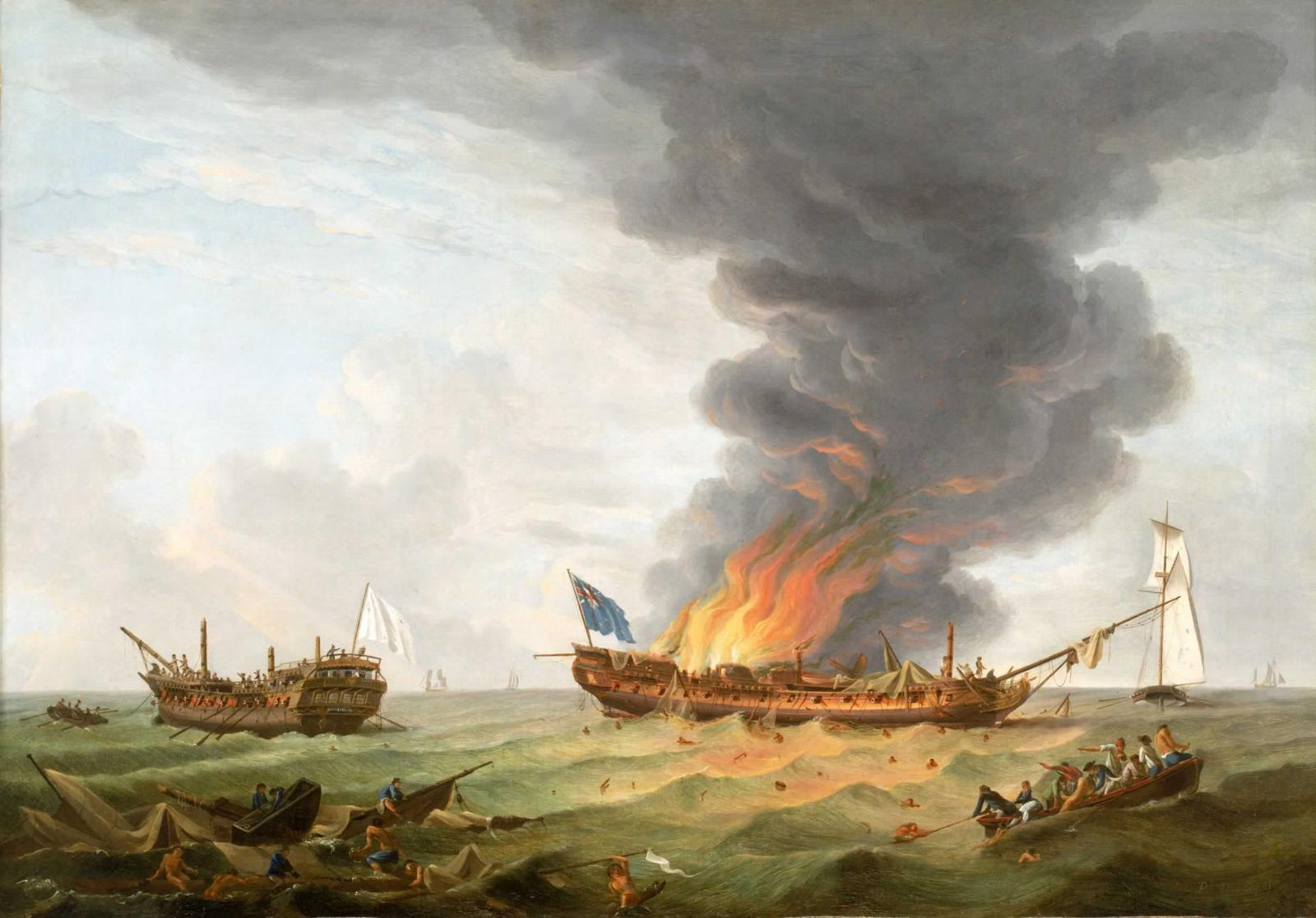
Combat de La Surveillante (1779).

Le 6 octobre 1779, la frégate Surveillante (26 canons), commandée par le lieutenant du Couëdic de Kergoaler, et le cutter l'Expédition (10 canons), commandé par Alexandre-Amable alors enseigne de vaisseau, croisent au large d'Ouessant. Le 7 octobre, ils aperçoivent deux navires britanniques : la frégate HMS Québec et son cutter Le Rambler, avec qui ils engagent le combat.
Le combat, extrêmement violent, dure près de trois heures et demie, imposant des dégâts et des pertes considérables. Cette bataille ne prend fin que lorsque le HMS Québec prend feu et explose à côté de la Surveillante, alors démâtée. Le vicomte de Roquefeuil a rendu compte qu'il a engagé avec le cutter anglais, dans lequel il a eu trente hommes tués ou blessés. Aussitôt qu'il a vu la frégate exploser, il a fait cesser le feu pour porter secours aux naufragés. Dans l'obscurité de la nuit, il parvient à en sauver huit, dont sir Roberts, premier lieutenant de la frégate adverse.
Le lendemain, il remorque la Surveillante, qui était trop endommagée pour être manœuvrée, jusqu'à Ouessant. Durant cette période et une fois revenus en France, les Anglais ne sont pas considérés comme prisonniers de guerre. Ils sont, au contraire, renvoyés en Angleterre après avoir été soignés. Le Roi Louis XVI en personne est informé de cette bataille et récompense lui-même les nombreux marins rescapés.

#### Mort
Alexandre-Aimable meurt noyé en rade de Dunkerque le 22 août 1785. Il n'est âgé que de 28 ans.

### Bathilde d'Orléans

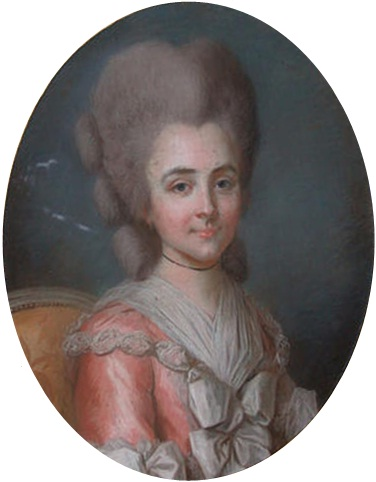
Bathilde d'Orléans, duchesse de Bourbon.

On prète également à Alexandre-Amable une liaison avec la princesse Bathilde d'Orléans, duchesse de Bourbon, dont son père, René-Aymar, était chevalier d'honneur. Cette relation illégitime, commencée en 1776, donne naissance à Adélaïde-Victoire qui reste cachée près de sa mère. Il est d'ailleurs probable que cette fille ait grandi au palais de l'Elysée, que Bathilde rachète à Louis XVI en 1787.
Mariée avec Joseph-Antoine Gros, Adélaïde-Victoire sera l'ancêtre de l'aviateur Georges Guynemer, héros des combats aériens de la Première Guerre mondiale.